# Rachel Simons
Rachel (Ray) Simons (1914 - 12 tháng 9 năm 2004) là một người cộng sản và công đoàn Nam Phi, và là người đã giúp soạn thảo Hiến chương Phụ nữ.
Cô sinh ra ở Latvia với tên Rachel Alexandrovich  và chuyển đến Cape Town vào năm 1929 để thoát khỏi cuộc đàn áp đối với người Do Thái và cộng sản. Cô gia nhập Đảng Cộng sản Nam Phi ngay lập tức. Trong những năm 1930, Rachel hoạt động trong các phong trào cộng sản và công đoàn của nước này và được bầu làm thành viên của văn phòng chính trị của Đảng vào năm 1938. Cô thường được biết đến với cái tên Ray Alexander. Năm 1935, cô là thư ký của Liên minh Công nhân Công nghiệp và Thương mại. Sau đó, Rachel đã làm việc cho Hiệp hội Công nhân May, trả cho cô khoảng 3 bảng mỗi tháng.
Năm 1941, cô kết hôn với Jack Simons, một giảng viên tại Đại học Cape Town và là một người cộng sản. Cô và Jack sống trong một ngôi nhà gần Núi Bàn tại đó cô cung cấp sự hiếu khách và giúp đỡ cho các nhà tổ chức công đoàn thương mại châu Phi.
Ray Simons là thành phần chính trong việc thành lập Liên minh Đường sắt và Bến cảng Nam Phi và Liên đoàn Phụ nữ Nam Phi mà cô là thư ký quốc gia đầu tiên. Cô đã bị chính phủ cấm làm việc trong công đoàn năm 1953 và năm 1965, cô và chồng, Jack hai người trốn sang Lusaka. Họ trở về từ nơi lưu vong năm 1990. Simons qua đời ở Cape Town ở tuổi 91.